# Carl Martin Ebersberg

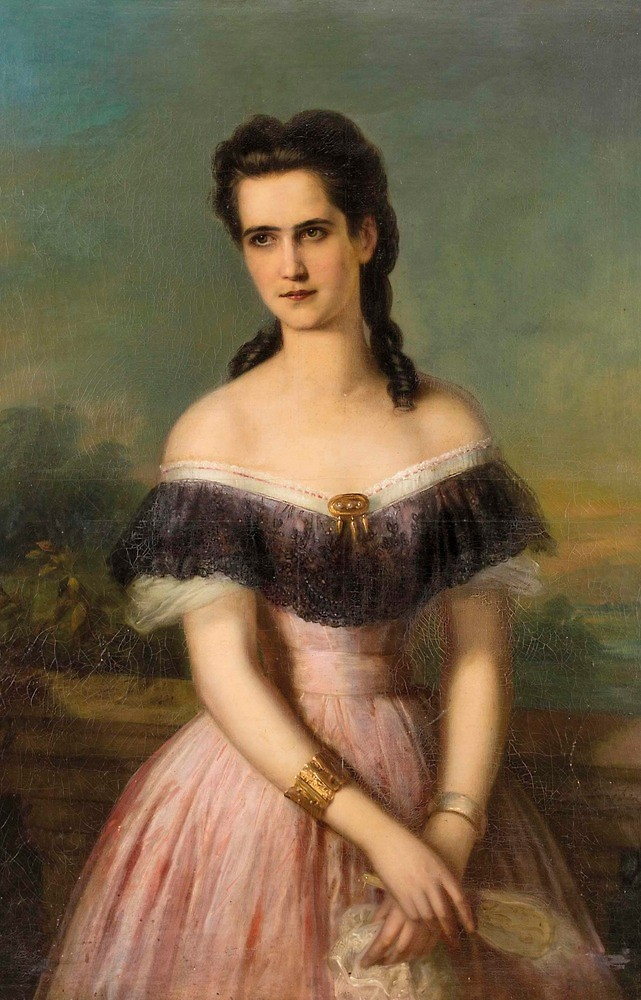
Junge Dame im rosa Kleid

Carl Martin Ebersberg (* 6. Oktober 1818 in Biberach an der Riß; † 3. Juni 1880 in Graz) war ein deutscher Porträt- und Pferdemaler, der auch in Österreich tätig war.
Geboren als Sohn eines französischen Sprachlehrers, war Ebersberg in Biberach Schüler von Johann Baptist Pflug, danach studierte er ab dem 15. März 1836 an der Königlichen Akademie der Künste in München bei Carl Theodor von Piloty.
Er porträtierte u. a. den Herzog Alexander Friedrich Wilhelm von Württemberg sowie den Fürsten Franz von Teck und seine Gemahlin Mary Adelaide von Cambridge.
Seit 1863 war er in Graz tätig und nahm an dortigen Kunstausstellungen teil.